# Eriphus clarkei
Eriphus clarkei är en skalbaggsart som beskrevs av Friedrich F. Tippmann 1960. Eriphus clarkei ingår i släktet Eriphus och familjen långhorningar. Inga underarter finns listade i Catalogue of Life.